# Hu Shi
Advertiment: el cognom és Hu.

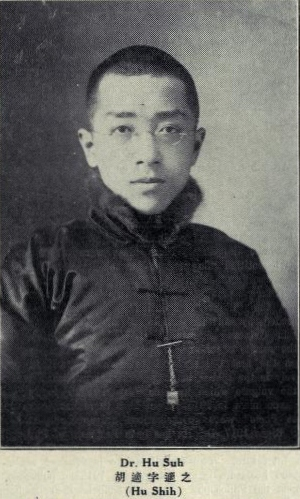
Hu Shila ("Qui és qui a la Xina. 1925" 3a edició

Hu Shi (1960)

Hu Shi (xinès simplificat: 胡适; xinès tradicional: 胡適; pinyin: Hú Shì) que en els seus contactes a Occident feia servir el nom Hu Shih (transcripció Wade-Giles). Fou un filòsof, assagista, pedagog, escriptor i ambaixador xinès que va néixer el 17 de desembre de 1891 a Jixi, província d'Anhui, i va morir, d'un atac al cor, el 24 de febrer de 1962 a Taipei, illa de Taiwan. Fou un intel·lectual que va ser un dels líders del Moviment del Quatre de Maig, també del Moviment per la Nova Cultura de la Xina i un dels renovadors de la llengua xinesa. Va ser nominat per al Premi Nobel de Literatura.

## Biografia
El seu pare era un funcionari que va morir quan Hu era un nen petit. Va estudiar a Jixi i, més endavant, a Xangai. Es va casar amb un matrimoni concertat, el 1917 amb Tung-Sher Kiang, també coneguda com a Chiang Tung-hsiu (xinès: 江冬秀). Amb una beca va poder estudiar als Estats Units a la Universitat Cornell on es va graduar el 1914. I a va obtenir el doctorat per la Universitat de Colúmbia amb una teis deirigida per John Dewey. De tornada a la Xina, va ser professor de la Universitat de Beijing i col·laborà amb la revista Nova Joventut que va tenir molta influència entre els reformistes xinesos. A diferència d'altres intel·lectuals, Hu, d'ideologia liberal i anticomunista, va rebutjar el marxisme motiu que va significar la ruptura amb Chen Duxiu que havia fet orientat la revista en aquesta línia. Lleial al Kuomintang, el 1938 és nomenat ambaixador de la República de la Xina als Estats Units. Després de la derrota japonesa és nomenat rector de la Universitat de Beijing. El 1949, davant de l'avenç comunista, va refugiar-se a Taiwan on va exercici importants càrrecs acadèmics mentre (com a director de l'Acadèmia Sínica) que a la Xina continental era acusat de reaccionari.

## Obra (parcial)
Va escriure articles sobre l'ús de la llengua vernàcula i defensant l'abandonament de la llengua tradicional xinesa. A més d'assajos sobre literatura, va ser autor de poesia i teatre influenciat per l'estil occidental.
Teatre;
- 終身大事 / 终身大事, Zhōngshēn dàshì), L'esdeveniment de tota una vida (1919; obra representada el 1923)

Poesia
- 嘗試集 / 尝试集 Chángshì jí, Experiments”. Col·lecció de poemes, 1920.

Hu Shi no ha estat traduït al català.